# Gran Premio motociclistico di Francia 2016
Il Gran Premio motociclistico di Francia 2016 è stato la quinta prova del motomondiale del 2016, disputato l'8 maggio sul circuito Bugatti di Le Mans. Si tratta della 59ª edizione del Gran Premio motociclistico di Francia valida per il motomondiale.
Le vittorie nelle tre classi sono andate rispettivamente a: Jorge Lorenzo in MotoGP, Álex Rins in Moto2 e Brad Binder in Moto3.

## MotoGP
Solo 13 dei piloti partiti sono riusciti a portare a termine la gara; in questo modo non sono stati assegnati tutti i punti a disposizione.
La vittoria è andata allo spagnolo Jorge Lorenzo che ottiene in questo modo il suo secondo successo stagionale dopo quello nel gran premio iniziale dell'anno, davanti all'italiano Valentino Rossi e all'altro spagnolo Maverick Viñales che riesce a riportare la Suzuki sul palco di premiazione del podio, fatto che non si verificava dal Gran Premio della Repubblica Ceca del 2008.
Con questa vittoria Lorenzo ha superato in classifica generale di 5 punti il connazionale Marc Márquez, caduto in gara e in seguito ripartito, ma classificatosi al tredicesimo posto. Al terzo posto resta Rossi distaccato di 12 punti dal capo-classifica.

### Arrivati al traguardo
| Pos. | Nº | Pilota           | Squadra                     | Motocicletta       | Giri | Tempo     | Griglia | Punti |
| ---- | -- | ---------------- | --------------------------- | ------------------ | ---- | --------- | ------- | ----- |
| 1º   | 99 | Jorge Lorenzo    | Movistar Yamaha             | Yamaha YZR-M1      | 28   | 43'51.290 | 1       | 25    |
| 2º   | 46 | Valentino Rossi  | Movistar Yamaha             | Yamaha YZR-M1      | 28   | +10,654   | 7       | 20    |
| 3º   | 25 | Maverick Viñales | Suzuki Ecstar               | Suzuki GSX-RR      | 28   | +14,177   | 8       | 16    |
| 4º   | 26 | Dani Pedrosa     | Repsol Honda                | Honda RC213V       | 28   | +18,719   | 11      | 13    |
| 5º   | 44 | Pol Espargaró    | Monster Yamaha Tech 3       | Yamaha YZR-M1      | 28   | +24,931   | 4       | 11    |
| 6º   | 41 | Aleix Espargaró  | Suzuki Ecstar               | Suzuki GSX-RR      | 28   | +32,921   | 12      | 10    |
| 7º   | 9  | Danilo Petrucci  | Octo Pramac Yakhnich        | Ducati Desmosedici | 28   | +38,251   | 10      | 9     |
| 8º   | 8  | Héctor Barberá   | Avintia Racing              | Ducati Desmosedici | 28   | +38,504   | 13      | 8     |
| 9º   | 19 | Álvaro Bautista  | Aprilia Racing Team Gresini | Aprilia RS-GP      | 28   | +48,536   | 19      | 7     |
| 10º  | 6  | Stefan Bradl     | Aprilia Racing Team Gresini | Aprilia RS-GP      | 28   | +54,502   | 17      | 6     |
| 11º  | 50 | Eugene Laverty   | Aspar Team                  | Ducati Desmosedici | 28   | +1'02.677 | 16      | 5     |
| 12º  | 76 | Loris Baz        | Avintia Racing              | Ducati Desmosedici | 28   | +1'07.658 | 21      | 4     |
| 13º  | 93 | Marc Márquez     | Repsol Honda                | Honda RC213V       | 27   | +1 giro   | 2       | 3     |

### Ritirati
| Nº | Pilota           | Squadra                       | Motocicletta       | Giri | Griglia |
| -- | ---------------- | ----------------------------- | ------------------ | ---- | ------- |
| 38 | Bradley Smith    | Monster Yamaha Tech 3         | Yamaha YZR-M1      | 19   | 6       |
| 43 | Jack Miller      | Estrella Galicia 0,0 Marc VDS | Honda RC213V       | 17   | 18      |
| 4  | Andrea Dovizioso | Ducati Team                   | Ducati Desmosedici | 15   | 5       |
| 29 | Andrea Iannone   | Ducati Team                   | Ducati Desmosedici | 11   | 3       |
| 53 | Esteve Rabat     | Estrella Galicia 0,0 Marc VDS | Honda RC213V       | 7    | 20      |
| 35 | Cal Crutchlow    | LCR Honda                     | Honda RC213V       | 6    | 9       |
| 68 | Yonny Hernández  | Aspar Team                    | Ducati Desmosedici | 6    | 15      |
| 45 | Scott Redding    | Octo Pramac Yakhnich          | Ducati Desmosedici | 5    | 14      |

## Moto2
Come per Lorenzo in MotoGP, anche per lo spagnolo Álex Rins si tratta del secondo successo della stagione, ottenuto davanti all'italiano Simone Corsi e allo svizzero Thomas Lüthi.
Visto che il britannico Sam Lowes è giunto al sesto posto, vi è stato uno scambio di posizioni al vertice della classifica, con Rins che ora precede Lowes di 5 punti.

### Arrivati al traguardo
| Pos. | Nº | Pilota              | Squadra                       | Motocicletta       | Giri | Tempo     | Griglia | Punti |
| ---- | -- | ------------------- | ----------------------------- | ------------------ | ---- | --------- | ------- | ----- |
| 1º   | 40 | Álex Rins           | Paginas Amarillas HP 40       | Kalex Moto2        | 26   | 42'27.312 | 2       | 25    |
| 2º   | 24 | Simone Corsi        | Speed Up Racing               | Speed Up SF16      | 26   | +1,802    | 3       | 20    |
| 3º   | 12 | Thomas Lüthi        | Garage Plus Interwetten       | Kalex Moto2        | 26   | +4,608    | 1       | 16    |
| 4º   | 21 | Franco Morbidelli   | Estrella Galicia 0,0 Marc VDS | Kalex Moto2        | 26   | +9,148    | 5       | 13    |
| 5º   | 30 | Takaaki Nakagami    | Idemitsu Honda Team Asia      | Kalex Moto2        | 26   | +9,828    | 6       | 11    |
| 6º   | 22 | Sam Lowes           | Federal Oil Gresini           | Kalex Moto2        | 26   | +10,626   | 9       | 10    |
| 7º   | 49 | Axel Pons           | AGR Team                      | Kalex Moto2        | 26   | +25,477   | 11      | 9     |
| 8º   | 55 | Hafizh Syahrin      | Petronas Raceline Malaysia    | Kalex Moto2        | 26   | +25,961   | 17      | 8     |
| 9º   | 44 | Miguel Oliveira     | Leopard Racing                | Kalex Moto2        | 26   | +29,481   | 14      | 7     |
| 10º  | 39 | Luis Salom          | SAG Team                      | Kalex Moto2        | 26   | +29,368   | 18      | 6     |
| 11º  | 19 | Xavier Siméon       | QMMF Racing                   | Speed Up SF16      | 26   | +29,573   | 20      | 5     |
| 12º  | 10 | Luca Marini         | Forward Racing                | Kalex Moto2        | 26   | +29,773   | 10      | 4     |
| 13º  | 77 | Dominique Aegerter  | CarXpert Interwetten          | Kalex Moto2        | 26   | +30,183   | 13      | 3     |
| 14º  | 23 | Marcel Schrötter    | AGR Team                      | Kalex Moto2        | 26   | +30,244   | 12      | 2     |
| 15º  | 97 | Xavi Vierge         | Tech 3 Racing                 | Tech 3 Mistral 610 | 26   | +36,538   | 22      | 1     |
| 16º  | 54 | Mattia Pasini       | Italtrans Racing              | Kalex Moto2        | 26   | +38,602   | 19      |       |
| 17º  | 7  | Lorenzo Baldassarri | Forward Racing                | Kalex Moto2        | 26   | +44,911   | 7       |       |
| 18º  | 70 | Robin Mulhauser     | CarXpert Interwetten          | Kalex Moto2        | 26   | +45,297   | 25      |       |
| 19º  | 52 | Danny Kent          | Leopard Racing                | Kalex Moto2        | 26   | +45,755   | 21      |       |
| 20º  | 32 | Isaac Viñales       | Tech 3 Racing                 | Tech 3 Mistral 610 | 26   | +50,278   | 23      |       |
| 21º  | 14 | Ratthapark Wilairot | Idemitsu Honda Team Asia      | Kalex Moto2        | 26   | +55,773   | 24      |       |
| 22º  | 33 | Alessandro Tonucci  | Tasca Racing                  | Kalex Moto2        | 26   | +1'01.790 | 26      |       |
| 23º  | 2  | Jesko Raffin        | Sports-Millions-EMWE-SAG      | Kalex Moto2        | 26   | +1'02.201 | 27      |       |
| 24º  | 5  | Johann Zarco        | Ajo Motorsport                | Kalex Moto2        | 26   | +1'02.484 | 4       |       |
| 25º  | 69 | Danny Eslick        | JPMoto Malaysia               | Suter MMX2         | 26   | +1'39.502 | 28      |       |

### Ritirati
| Nº | Pilota       | Squadra                       | Motocicletta  | Giri | Griglia |
| -- | ------------ | ----------------------------- | ------------- | ---- | ------- |
| 73 | Álex Márquez | Estrella Galicia 0,0 Marc VDS | Kalex Moto2   | 13   | 16      |
| 60 | Julián Simón | QMMF Racing                   | Speed Up SF16 | 7    | 15      |
| 94 | Jonas Folger | Dynavolt Intact GP            | Kalex Moto2   | 1    | 8       |

## Moto3
Il sudafricano Brad Binder ottiene il suo secondo successo consecutivo dopo quello del Gran Premio motociclistico di Spagna 2016 precedendo sul traguardo l'italiano Romano Fenati e lo spagnolo Jorge Navarro. Binder che già capeggiava la classifica provvisoria, aumenta così il divario sugli inseguitori.

### Arrivati al traguardo
| Pos. | Nº | Pilota                | Squadra              | Motocicletta   | Giri | Tempo     | Griglia | Punti |
| ---- | -- | --------------------- | -------------------- | -------------- | ---- | --------- | ------- | ----- |
| 1º   | 41 | Brad Binder           | Red Bull KTM Ajo     | KTM RC 250 GP  | 24   | 41'31.041 | 2       | 25    |
| 2º   | 5  | Romano Fenati         | SKY Racing Team VR46 | KTM RC 250 GP  | 24   | +0,099    | 5       | 20    |
| 3º   | 9  | Jorge Navarro         | Estrella Galicia 0,0 | Honda NSF250R  | 24   | +0,387    | 4       | 16    |
| 4º   | 44 | Arón Canet            | Estrella Galicia 0,0 | Honda NSF250R  | 24   | +1,354    | 3       | 13    |
| 5º   | 8  | Nicolò Bulega         | SKY Racing Team VR46 | KTM RC 250 GP  | 24   | +7,147    | 6       | 11    |
| 6º   | 20 | Fabio Quartararo      | Leopard Racing       | KTM RC 250 GP  | 24   | +7,616    | 8       | 10    |
| 7º   | 16 | Andrea Migno          | SKY Racing Team VR46 | KTM RC 250 GP  | 24   | +8,016    | 17      | 9     |
| 8º   | 23 | Niccolò Antonelli     | Ongetta-Rivacold     | Honda NSF250R  | 24   | +8,457    | 1       | 8     |
| 9º   | 84 | Jakub Kornfeil        | Drive M7 SIC Racing  | Honda NSF250R  | 24   | +9,85     | 10      | 7     |
| 10º  | 55 | Andrea Locatelli      | Leopard Racing       | KTM RC 250 GP  | 24   | +9,926    | 14      | 6     |
| 11º  | 11 | Livio Loi             | RW Racing GP BV      | Honda NSF250R  | 24   | +12,293   | 11      | 5     |
| 12º  | 21 | Francesco Bagnaia     | Aspar Mahindra       | Mahindra MGP3O | 24   | +13,738   | 19      | 4     |
| 13º  | 58 | Juanfran Guevara      | RBA Racing           | KTM RC 250 GP  | 24   | +13,511   | 7       | 3     |
| 14º  | 89 | Khairul Idham Pawi    | Honda Team Asia      | Honda NSF250R  | 24   | +13,907   | 9       | 2     |
| 15º  | 24 | Tatsuki Suzuki        | CIP-Unicom Starker   | Mahindra MGP3O | 24   | +14,382   | 12      | 1     |
| 16º  | 64 | Bo Bendsneyder        | Red Bull KTM Ajo     | KTM RC 250 GP  | 24   | +20,915   | 21      |       |
| 17º  | 4  | Fabio Di Giannantonio | Gresini Racing       | Honda NSF250R  | 24   | +21,229   | 13      |       |
| 18º  | 88 | Jorge Martín          | Aspar Mahindra       | Mahindra MGP3O | 24   | +24,091   | 23      |       |
| 19º  | 10 | Alexis Masbou         | Peugeot MC Saxoprint | Peugeot MGP3O  | 24   | +38,782   | 15      |       |
| 20º  | 17 | John McPhee           | Peugeot MC Saxoprint | Peugeot MGP3O  | 24   | +38,852   | 25      |       |
| 21º  | 6  | María Herrera         | MH6 Team             | KTM RC 250 GP  | 24   | +38,986   | 33      |       |
| 22º  | 43 | Stefano Valtulini     | 3570 Team Italia     | Mahindra MGP3O | 24   | +54,55    | 27      |       |
| 23º  | 3  | Fabio Spiranelli      | CIP-Unicom Starker   | Mahindra MGP3O | 24   | +1'03.526 | 31      |       |
| 24º  | 77 | Lorenzo Petrarca      | 3570 Team Italia     | Mahindra MGP3O | 24   | +1'03.593 | 29      |       |
| 25º  | 36 | Joan Mir              | Leopard Racing       | KTM RC 250 GP  | 24   | +1'05.491 | 24      |       |

### Ritirati
| Nº | Pilota          | Squadra                    | Motocicletta   | Giri | Griglia |
| -- | --------------- | -------------------------- | -------------- | ---- | ------- |
| 19 | Gabriel Rodrigo | RBA Racing                 | KTM RC 250 GP  | 23   | 20      |
| 99 | Enzo Boulom     | Procercasa - 42 Motorsport | KTM RC 250 GP  | 16   | 32      |
| 76 | Hiroki Ono      | Honda Team Asia            | Honda NSF250R  | 15   | 16      |
| 40 | Darryn Binder   | Platinum Bay Real Estate   | Mahindra MGP3O | 10   | 22      |
| 65 | Philipp Öttl    | Schedl GP Racing           | KTM RC 250 GP  | 3    | 18      |
| 95 | Jules Danilo    | Ongetta-Rivacold           | Honda NSF250R  | 2    | 26      |
| 7  | Adam Norrodin   | Drive M7 SIC Racing        | Honda NSF250R  | 0    | 28      |
| 98 | Karel Hanika    | Platinum Bay Real Estate   | Mahindra MGP3O | 0    | 30      |